# Castelo de Inverquiech
O Castelo de Inverquiech é um castelo em ruínas do século XIII perto de Inverquiech, em Perth e Kinross, na Escócia.

## História
Foi construído na confluência do Quiech Burn e do rio Isla. Inverquiech era um castelo real, tendo o rei Alexandre II da Escócia assinado uma carta aqui em 1244. O rei Eduardo I da Inglaterra passou uma noite no castelo durante sua invasão da Escócia em 1296, antes de viajar para Forfar. O castelo estava nas mãos da família Lindsay no século XIV.